# Bonhoeffer
Bonhoeffer (lançado como Bonhoeffer: Pastor. Spy. Assassin.; bra: A Redenção: A História Real de Bonhoeffer) é um filme de drama histórico sobre o teólogo alemão e dissidente antinazista Dietrich Bonhoeffer, escrito, produzido e dirigido por Todd Komarnicki. É estrelado por Jonas Dassler, August Diehl, David Jonsson, Flula Borg, Moritz Bleibtreu e Clarke Peters.
O filme está programado para ser lançado nos Estados Unidos em 22 de novembro de 2024.

## Premissa
Ambientado em Berlim dos anos 1940, o filme dramatiza a vida do teólogo e pastor alemão Dietrich Bonhoeffer, que enfrentou os nazistas durante o Terceiro Reich.

## Elenco
- Jonas Dassler como Dietrich Bonhoeffer
- August Diehl como Martin Niemöller
- David Jonsson como Frank Fisher
- Flula Borg como Hans von Dohnanyi
- Moritz Bleibtreu como Karl Bonhoeffer
- Nadine Heidenreich como Paula Bonhoeffer
- Patrick Mölleken como Walter Bonhoeffer
- William Robinson como Eberhard Bethge
- Clarke Peters como Reverendo Powell Sr.

## Produção
Em 2018, Komarnicki discutiu as filmagens do filme, então intitulado God's Spy, descrevendo-o como uma "história profunda e bastante não contada de heroísmo da Segunda Guerra Mundial".
Em janeiro de 2023, Jonas Dassler foi confirmado no papel de Dietrich Bonhoeffer e Flula Borg, David Jonsson, August Diehl e Moritz Bleibtreu foram confirmados no elenco. O diretor de fotografia John Mathieson e o designer de produção John Beard também foram revelados como estando a bordo do projeto.
As filmagens ocorreram na Irlanda em locais como os condados de Limerick, Clare e Tipperary, e a Catedral de São Finbarr em Cork. Também ocorreram na Bélgica, em Bruxelas, Liège, e Spa. De acordo com a Variety, as filmagens terminaram antes de março de 2023.

## Lançamento
Em novembro de 2023, a Angel Studios adquiriu os direitos mundiais do filme, que foi renomeado de God's Spy para Bonhoeffer: Pastor, Spy, Assassin. O lançamento nos Estados Unidos está previsto para 22 de novembro de 2024.

## Críticos
No semanário alemão Die Zeit, especialistas em Bonhoeffer, incluindo presidentes da International Bonhoeffer Society e os editores do trabalho de Bonhoeffer em alemão e inglês, acusam o filme de abusar da vida de Bonhoeffer para promover o nacionalismo cristão. O slogan do filme, "Até onde você irá para defender o que é certo?", não é uma pergunta que Bonhoeffer fez, eles escrevem. Na mesma página do Die Zeit, o sobrinho-neto de Bonhoeffer, Tobias Korenke, chama os anúncios do filme que retratam Bonhoeffer segurando uma pistola de uma reversão ultrajante da história.
A International Bonhoeffer Society divulgou uma declaração na qual vários atores envolvidos, incluindo Jonas Dassler, August Diehl e David Jonsson, condenaram a apropriação do filme por nacionalistas cristãos. Os signatários criticaram o uso indevido da vida e do legado de Bonhoeffer por extremistas de direita.